# Tom Kovary
Tom Kovary (fl. XX secolo) è stato un allenatore di calcio e calciatore italiano, di ruolo centrocampista.

## Carriera

### Giocatore
Nelle stagioni 1924-1925 e 1925-1926 ha militato nel Palermo: nella prima annata gioca 2 partite in Prima Divisione giungendo secondo nel Campionato siciliano, mentre nella seconda annata le presenze sono 7, sempre in Prima Divisione, ottenendo il quarto posto nelle seguenti semifinali.

### Allenatore
Dopo la carriera da giocatore, ha anche allenato la squadra siciliana nella stagione 1926-1927, in Prima Divisione, fino alla 9ª giornata.